# Afro-Aziatische Spelen
De Afro-Aziatische Spelen zijn een multisportevenement tussen Afrikaanse en Aziatische atleten. Het wordt georganiseerd door het Aziatische Olympisch Comité en de Associatie van Nationale Olympische Comités uit Afrika. De eerste editie vond plaats in 2003 te Hyderabad, India. De tweede editie had moeten plaatsvinden in 2007 te Algiers, Algerije. Deze editie vond echter niet plaats wegens te weinig Aziatische deelnemers.